# Sint-Andreaskerk (Strijpen)
De Sint-Andreaskerk of Sint-Andrieskerk van Strijpen (Zottegem) is een neogotische kerk die werd gebouwd in 1897-1898 volgens de plannen door Jules Goethals. Vanaf de 12de eeuw kwam het patronaatsrecht van de parochie in handen van de abdij van Mont-Saint-Martin (tot de Franse tijd in België).
In de 12de eeuw was de Sint-Andrieskerk de hoofdkerk waar de parochies Zottegem en Erwetegem van afhingen. Van die vorige kerk is enkel de 15de-eeuwse gotische noordelijke transeptarm bewaard gebleven. Het interieur bevat onder andere een 17de-eeuwse marmeren doopvont, een rococo-preekstoel uit de 18de eeuw en het monumentale schilderij De Besnijdenis van Christus van Nicolas De Liemaeckere.
Sinds 1979 is de kerk beschermd als monument.

## Afbeeldingen

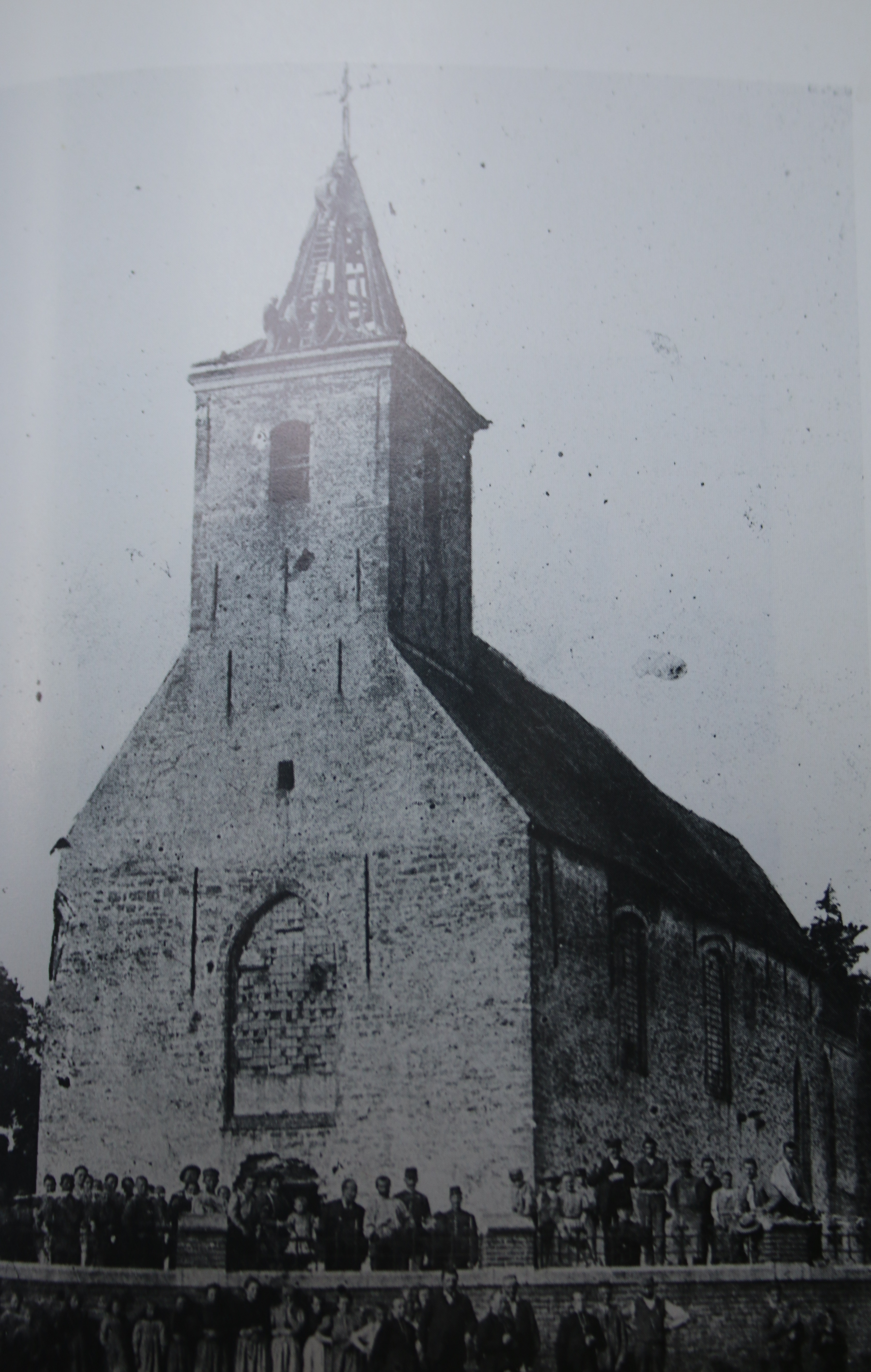
Afbraak oude Sint-Andreaskerk (1897)
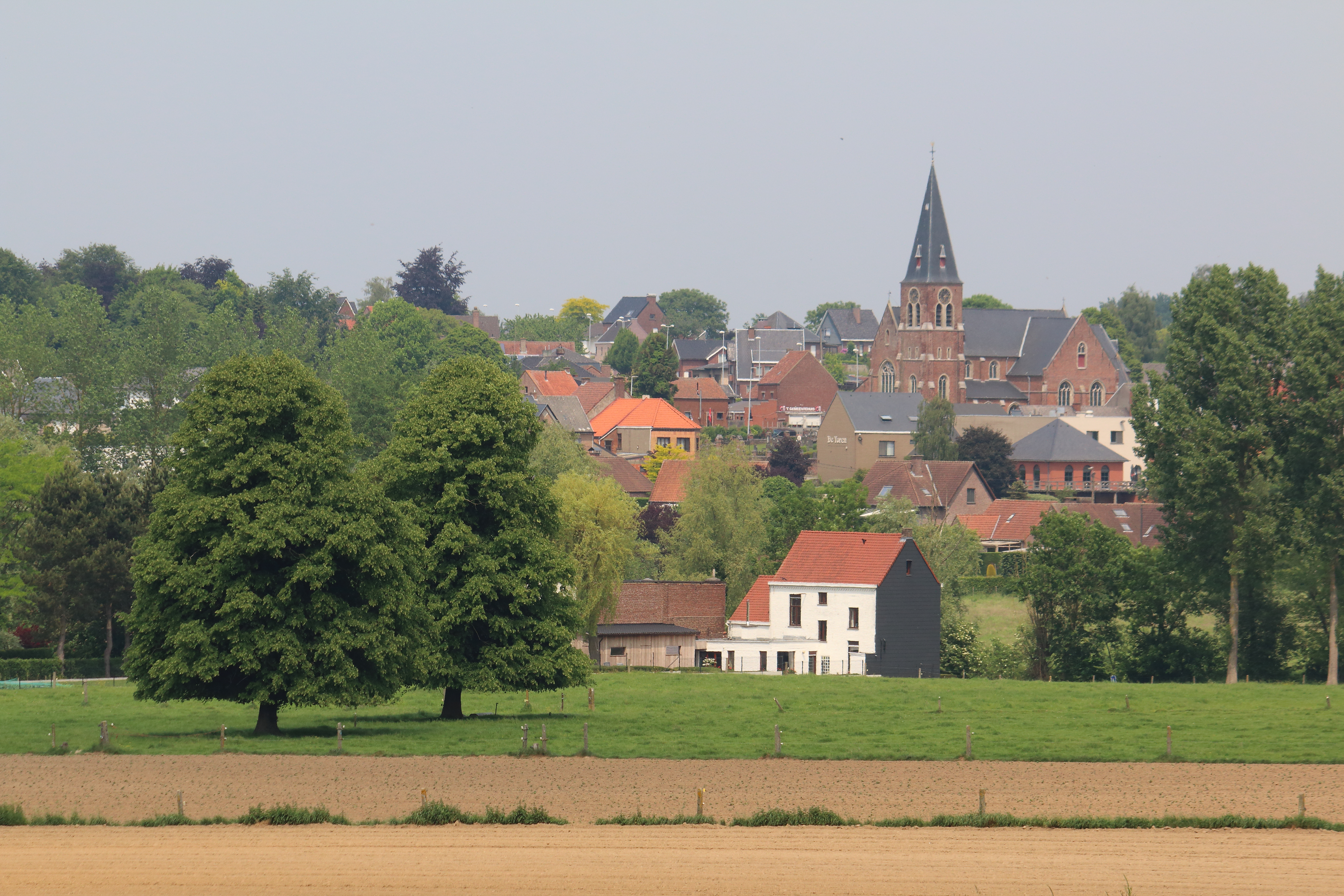
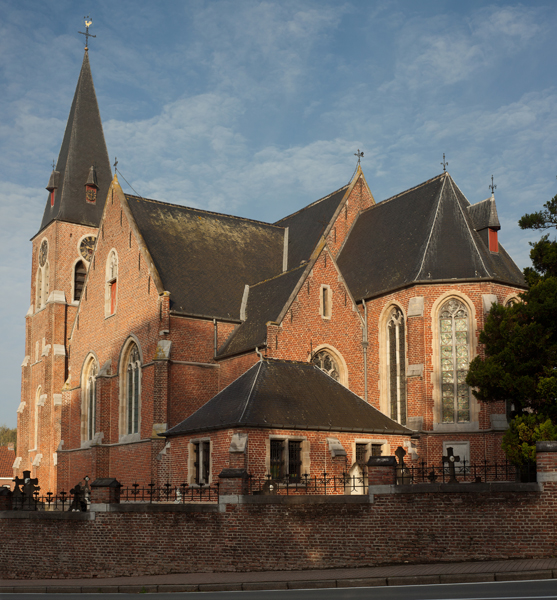
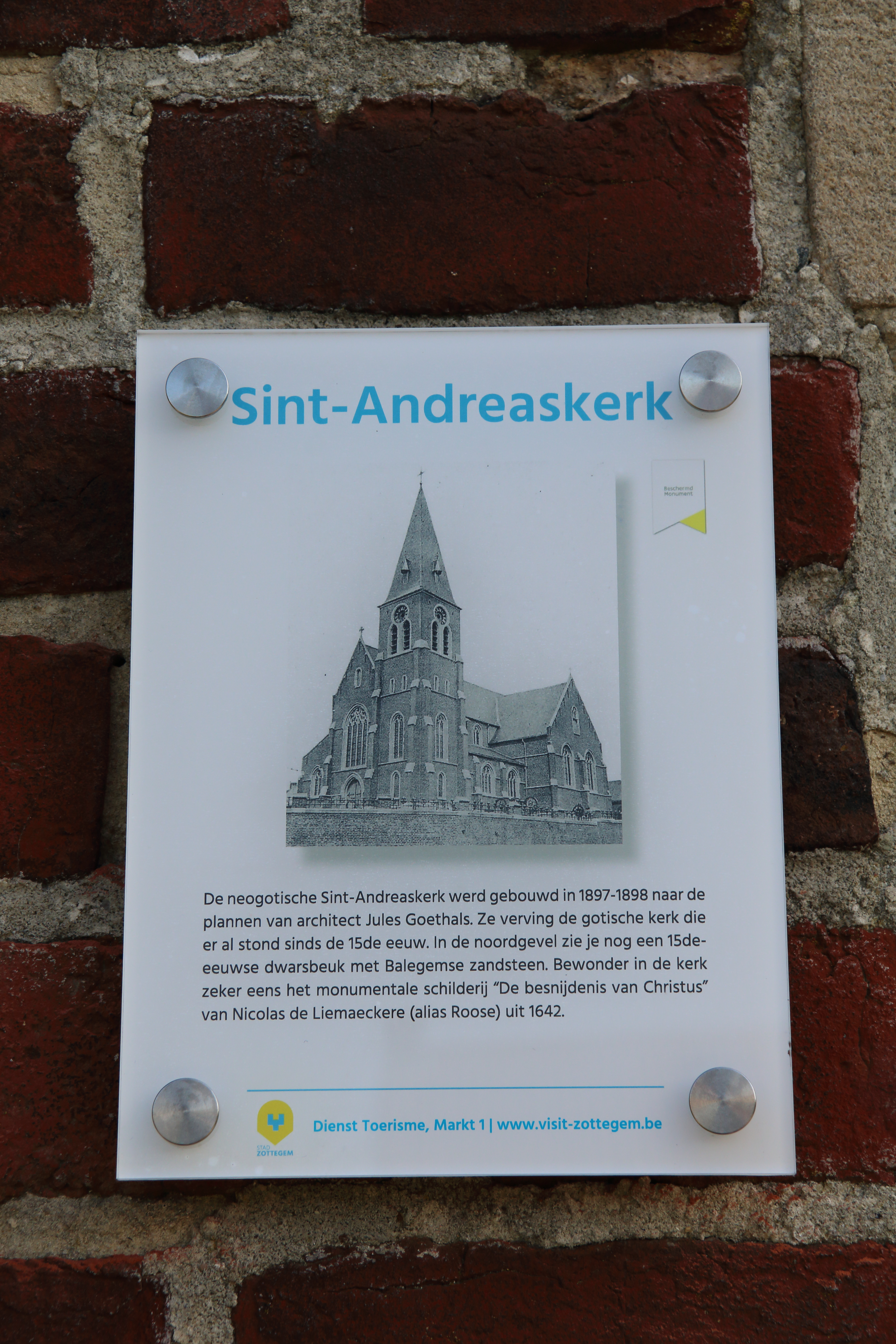
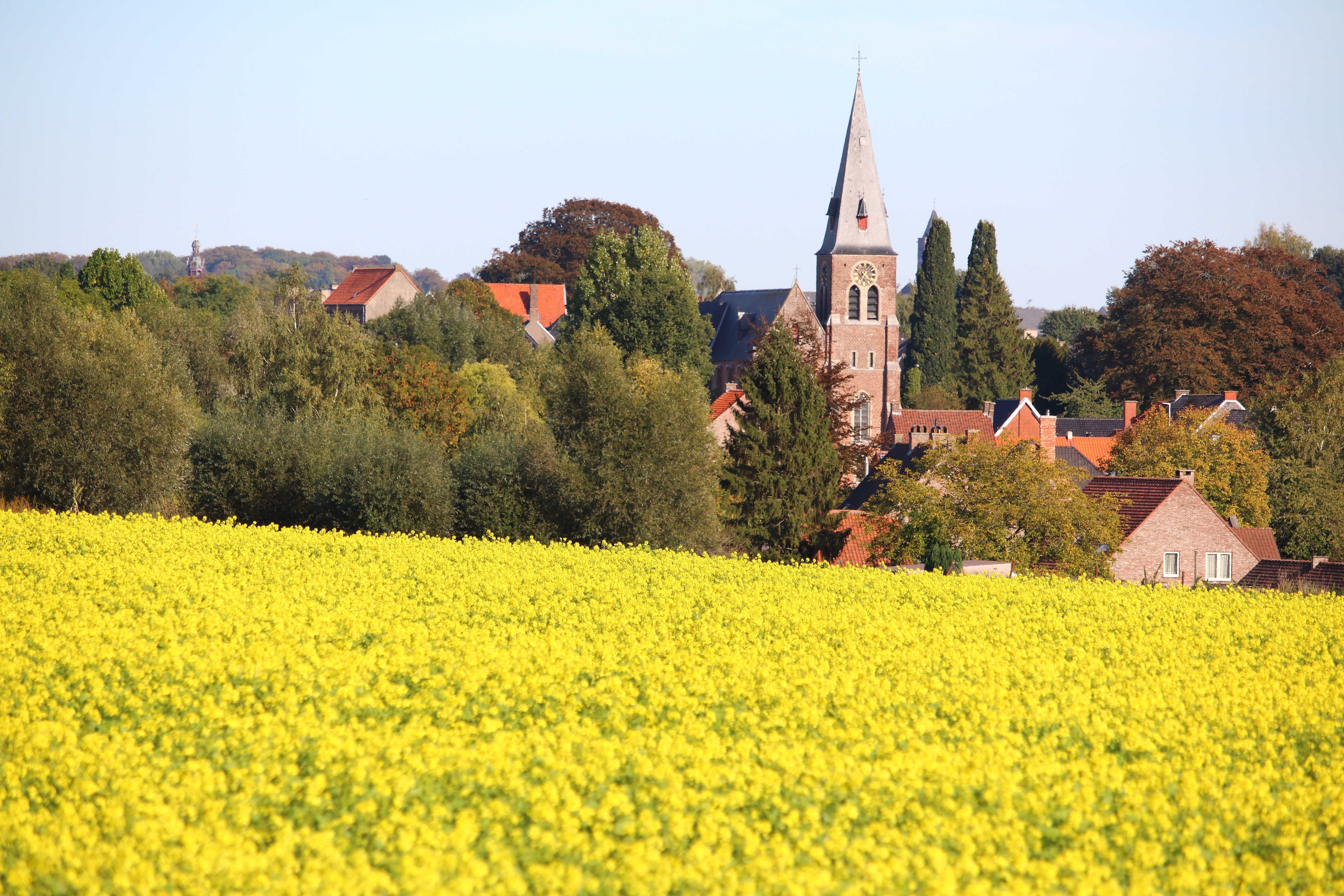
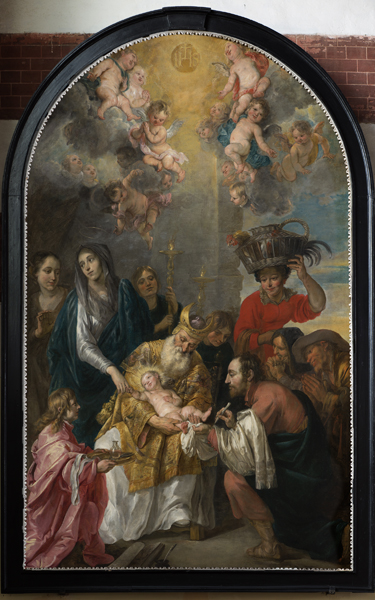
De besnijdenis van Christus